# Indy Baijens
Indy Baijens, född 4 februari 2001, är en nederländsk volleybollspelare (center). Hon spelar (2021) för  SSC Palmberg Schwerin och seniorlandslaget. Tidigare har hon spelat för Chemik Police, ASPTT Mulhouse och Talentteam Papendal Arnhem.